# Lista monumentelor istorice din județul Mureș - C

Simbol pentru monumentele istorice

Lista monumentelor istorice din județul Mureș - C cuprinde monumentele istorice înscrise în Patrimoniul cultural național al României și aflate în localități ce încep cu litera C din județul Mureș.
Lista completă este menținută și actualizată periodic de către Ministerul Culturii, Cultelor și Patrimoniului Național din România, prin intermediul Institutului Național al Patrimoniului, ultima versiune datând din 2015. Această listă cuprinde și actualizările ulterioare, realizate prin ordin al ministrului culturii.
| Cod LMI                                | Denumire                                            | Localitate                                      | Localizare | Datare, Creatori                                            | Imagine               | Erori             |
| -------------------------------------- | --------------------------------------------------- | ----------------------------------------------- | --- | ----------------------------------------------------------- | --------------------- | ----------------- |
| MS-I-s-A-15354 (RAN: 116616.01)        | Castrul roman de la Călugăreni                      | sat Călugăreni; comuna Eremitu                  | „ținutul Cetății” 46.65°N 24.85°E | Epoca romană                                                | Încarcă foto \| video | Raportează eroare |
| MS-I-m-A-15354.01                      | Castru                                              | sat Călugăreni; comuna Eremitu                  | „Ținutul Cetății”-, terenul cetății (Vártartomny) sau Cetatea Veche (Ovár) - la SV de sat, la stânga drumului județean Călugăreni - Dămieni                                              | Epoca romană                                                | Încarcă foto \| video | Raportează eroare |
| MS-I-m-A-15354.02                      | Vicus militaris                                     | sat Călugăreni; comuna Eremitu                  | „Ținutul Cetății”-, terenul cetății (Vártartomny) sau Cetatea Veche (Ovár) - la SV de sat, la stânga drumului județean Călugăreni - Dămieni                                              | Epoca romană                                                | Încarcă foto \| video | Raportează eroare |
| MS-I-m-B-15354.03 (RAN: 116616.01.02)  | Terme                                               | sat Călugăreni; comuna Eremitu                  | „Ținutul Cetății”-, terenul cetății (Vártartomny) sau Cetatea Veche (Ovár) - la SV de sat, la stânga drumului județean Călugăreni - Dămieni 46.65°N 24.85°E                              | Epoca romană                                                | Încarcă foto \| video | Raportează eroare |
| MS-I-s-B-15355 (RAN: 116670.01)        | Așezarea romană de la Călușeri                      | sat Călușeri; comuna Ernei                      | „Fântâna Sf. Petru (Szent Peter)” 46.6°N 24.73333°E | Epoca romană                                                | Încarcă foto \| video | Raportează eroare |
| MS-I-s-B-15356 (RAN: 116625.01)        | Valul roman de la Câmpu Cetății                     | sat Câmpu Cetății; comuna Eremitu               | la 7,5 km de Vf. Dealul Cetății, între Vf. Scroafa (1142 m) și dealul Cața de Jos(1205m) 46.68333°N 24.03333°E                                                                           | Epoca romană                                                | Încarcă foto \| video | Raportează eroare |
| MS-I-s-B-15357 (RAN: 116625.02)        | Așezarea Latène de la Câmpu Cetății                 | sat Câmpu Cetății; comuna Eremitu               | „Aruncătoarea”, la marginea intravilanului 46.685°N 24.03917°E | Latène, Cultura geto-dacică                                 | Încarcă foto \| video | Raportează eroare |
| MS-I-s-B-15358 (RAN: 116625.03)        | Așezarea Latène de la Câmpu Cetății                 | sat Câmpu Cetății; comuna Eremitu               | „Cetate” (Vár), mamelon către N, la confluența Nirajului Mare cu Nirajul Mic 46.68417°N 24.03861°E                                                                                       | Latène, Cultura geto-dacică                                 | Încarcă foto \| video | Raportează eroare |
| MS-I-s-B-15359 (RAN: 115968.01)        | Așezarea Latène de la Ceuașu de Câmpie              | sat Ceuașu de Câmpie; comuna Ceuașu de Câmpie   | „Dealul Mare”, la marginea satului 46.65°N 24.51667°E | Latène, Cultura geto-dacică                                 | Încarcă foto \| video | Raportează eroare |
| MS-I-s-B-15360 (RAN: 116055.01)        | Situl arheologic de la Chețani                      | sat Chețani; comuna Chețani                     | În vatra satului |                                                             | Încarcă foto \| video | Raportează eroare |
| MS-I-m-B-15360.01 (RAN: 116055.01.04)  | Așezare                                             | sat Chețani; comuna Chețani                     | în vatra satului | Epoca migrațiilor                                           | Încarcă foto \| video | Raportează eroare |
| MS-I-m-B-15360.02 (RAN: 116055.01.03)  | Așezare rurală                                      | sat Chețani; comuna Chețani                     | în vatra satului | Epoca romană                                                | Încarcă foto \| video | Raportează eroare |
| MS-I-m-B-15360.03 (RAN: 116055.01.02)  | Așezare                                             | sat Chețani; comuna Chețani                     | în vatra satului | Epoca bronzului, Cultura Wietenberg                         | Încarcă foto \| video | Raportează eroare |
| MS-I-m-B-15360.04 (RAN: 116055.01.01)  | Așezare                                             | sat Chețani; comuna Chețani                     | în vatra satului | Eneolitic                                                   | Încarcă foto \| video | Raportează eroare |
| MS-I-s-B-15361 (RAN: 117088.01)        | Fortificația de pământ de la Chibed                 | sat Chibed; comuna Chibed                       | „Csombod”, la NV de sat 46.55°N 24.96667°E | Epoca neprecizată                                           | Încarcă foto \| video | Raportează eroare |
| MS-I-s-B-15362 (RAN: 114480.01)        | Fortificație de pământ                              | sat Chinari; comuna Sântana de Mureș            | La 2 km NV de sat | sec. IX - XIII                                              | Încarcă foto \| video | Raportează eroare |
| MS-I-s-B-15363 (RAN: 117845.01)        | Necropolă tumulară                                  | sat Cipău; orașul Iernut                        | „Gară” 46.43694°N 24.22944°E | Hallstatt                                                   | Încarcă foto \| video | Raportează eroare |
| MS-I-s-A-15364 (RAN: 117845.02)        | Situl arheologic de la Cipău, punct „Icia”          | sat Cipău; orașul Iernut                        | „Icia” 46.43333°N 24.21667°E |                                                             | Încarcă foto \| video | Raportează eroare |
| MS-I-m-A-15364.01 (RAN: 117845.02.05)  | Necropolă de inhumație                              | sat Cipău; orașul Iernut                        | „Icia”, 250 m NV de „Gârlă”, lângă cantonul CFR de la intersecția căii ferate cu șoseaua 46.43333°N 24.21667°E                                                                           | Hallstatt târziu                                            | Încarcă foto \| video | Raportează eroare |
| MS-I-m-B-15364.02                      | Așezare                                             | sat Cipău; orașul Iernut                        | „Icia”, 250 m NV de „Gârlă”, lângă cantonul CFR de la intersecția căii ferate cu șoseaua                                                                                                 | Hallstatt                                                   | Încarcă foto \| video | Raportează eroare |
| MS-I-m-B-15364.03                      | Așezare                                             | sat Cipău; orașul Iernut                        | „Icia”, 250 m NV de „Gârlă”, lângă cantonul CFR de la intersecția căii ferate cu șoseaua                                                                                                 | Neolitic timpuriu, Cultura Starčevo - Criș                  | Încarcă foto \| video | Raportează eroare |
| MS-I-m-A-15364.04 (RAN: 117845.02.03)  | Așezare                                             | sat Cipău; orașul Iernut                        | „Icia”, 250 m NV de „Gârlă”, lângă cantonul CFR de la intersecția căii ferate cu șoseaua 46.43333°N 24.21667°E                                                                           | Perioada de tranziție la epoca bronzului, Cultura Coțofeni  | Încarcă foto \| video | Raportează eroare |
| MS-I-s-A-15365 (RAN: 117845.03)        | Situl arheologic de la Cipău, punct „Gârle”         | sat Cipău; orașul Iernut                        | „Gârle” 46.46667°N 24.23333°E | Epoca postromană                                            | Încarcă foto \| video | Raportează eroare |
| MS-I-m-A-15365.01 (RAN: 117845.03.01)  | Așezare                                             | sat Cipău; orașul Iernut                        | „Gârle”, Pescărie 46.46667°N 24.23333°E | sec. VI                                                     | Încarcă foto \| video | Raportează eroare |
| MS-I-m-A-15365.02 (RAN: 117845.03.02)  | Necropolă                                           | sat Cipău; orașul Iernut                        | „Gârle”, Pescărie 46.46667°N 24.23333°E | sec. VI                                                     | Încarcă foto \| video | Raportează eroare |
| MS-I-s-B-15366 (RAN: 116322.01)        | Așezarea de la Cornești                             | sat Cornești; comuna Crăciunești                | „Dâlma lui Bene”, deasupra bisericii reformate 46.48333°N 24.58333°E | sec. III - IV p. Chr., Cultura Sântana de Mureș - Cerneahov |                       | Raportează eroare |
| MS-I-s-B-15367 (RAN: 117952.01)        | Așezarea Latène de la Corunca                       | sat Corunca; comuna Corunca                     | Lângă sat, pe dealul sondei de exploatare gaz metan 46.53333°N 24.63333°E | Latène, Cultura geto-dacică                                 | Încarcă foto \| video | Raportează eroare |
| MS-I-s-B-15368 (RAN: 114364.02)        | Situl arheologic de la Cristești                    | sat Cristești; comuna Cristești                 | Hosuba, Azomureș | Epoca romană                                                | Încarcă foto \| video | Raportează eroare |
| MS-I-m-B-15368.01                      | Așezare rurală                                      | sat Cristești; comuna Cristești                 | Hosuba, Azomureș, la marginea de E a satului Cristești, pe malul stâng al Mureșului, între râu și calea ferată Tg. Mureș - Cristești și pe partea dreaptă a Mureșului.                   | Epoca romană                                                | Încarcă foto \| video | Raportează eroare |
| MS-I-m-B-15368.02                      | Castru                                              | sat Cristești; comuna Cristești                 | Hosuba, Azomureș, la marginea de E a satului Cristești, pe malul stâng al Mureșului, între râu și calea ferată Tg. Mureș - Cristești și pe partea dreaptă a Mureșului. 46.5°N 24.48333°E | Epoca romană                                                | Încarcă foto \| video | Raportează eroare |
| MS-I-s-B-15369 (RAN: 114364.01)        | Necropola scitică de la Cristești                   | sat Cristești; comuna Cristești                 | „Cariera de nisip”, pe partea stângăa drumului județean Tg. Mureș - Cristești 46.51667°N 24.495°E                                                                                        | Latène                                                      | Încarcă foto \| video | Raportează eroare |
| MS-I-s-B-15370 (RAN: 116402.01)        | Așezarea Latène de la Cucerdea                      | sat Cucerdea; comuna Cucerdea                   | la 1 km de margineadesuda satului și la 250 m de șosea | Latène, Cultura geto-dacică                                 | Încarcă foto \| video | Raportează eroare |
| MS-I-s-B-15371 (RAN: 116448.01)        | Situl arheologic de la Cuci, punct „Dealul Orosiei” | sat Cuci; comuna Cuci                           | „Dealul Orosiei” |                                                             | Încarcă foto \| video | Raportează eroare |
| MS-I-m-B-15371.01                      | Așezare                                             | sat Cuci; comuna Cuci                           | „Dealul Orosiei”, hotarul Orosiei, între satele Cuci și Orosia | Epoca migrațiilor                                           | Încarcă foto \| video | Raportează eroare |
| MS-I-m-B-15371.02                      | Așezare                                             | sat Cuci; comuna Cuci                           | „Dealul Orosiei”, hotarul Orosiei, între satele Cuci și Orosia | Epoca bronzului                                             | Încarcă foto \| video | Raportează eroare |
| MS-I-m-B-15371.03                      | Așezare                                             | sat Cuci; comuna Cuci                           | „Dealul Orosiei”, hotarul Orosiei, între satele Cuci și Orosia | Neolitic                                                    | Încarcă foto \| video | Raportează eroare |
| MS-I-s-B-15372 (RAN: 116448.02)        | Situl arheologic de la Cuci, punct „Szörösdomb”     | sat Cuci; comuna Cuci                           | „Szörösdomb” | Epoca bronzului timpuriu                                    | Încarcă foto \| video | Raportează eroare |
| MS-I-m-B-15372.01 (RAN: 116448.02.01)  | Așezare                                             | sat Cuci; comuna Cuci                           | „Szörösdomb”, la marginea intravilanului 46.46667°N 24.16972°E | Epoca bronzului timpuriu                                    | Încarcă foto \| video | Raportează eroare |
| MS-I-m-B-15372.02 (RAN: 116448.02.02)  | Necropolă                                           | sat Cuci; comuna Cuci                           | „Szörösdomb”, la marginea intravilanului 46.46667°N 24.16972°E | Epoca bronzului timpuriu                                    | Încarcă foto \| video | Raportează eroare |
| MS-I-s-B-15373 (RAN: 116448.03)        | Așezarea Latène de la Cuci, punct „Berc”            | sat Cuci; comuna Cuci                           | „Berc”, între Cuci și Dătășeni, pe malul drept al Mureșului 46.48333°N 24.16667°E | Latène, Cultura geto-dacică                                 | Încarcă foto \| video | Raportează eroare |
| MS-II-m-A-15647 (RAN: 116956.02)       | Biserica de lemn Sf. Nicolae din Cuștelnic          | sat aparținător Cuștelnic; municipiul Târnăveni | 46.34055°N 24.31444°E | 1780                                                        | Alte imagini          | Raportează eroare |
| MS-II-m-A-15618 (RAN: 116616.06)       | Biserica fostei mănăstiri a Franciscanilor          | sat Călugăreni; comuna Eremitu                  | Str. Kandia 42 | 1666 - 1678                                                 | Alte imagini          | Raportează eroare |
| MS-II-m-A-15619 (RAN: 116670.03)       | Biserica unitariană, cu turnul-clopotniță           | sat Călușeri; comuna Ernei                      | 197 | biserica 1726, turn-clopotniță 1783                         | Alte imagini          | Raportează eroare |
| MS-II-m-B-15620                        | Conacul Sandor                                      | sat Căpușu de Câmpie; comuna Iclănzel           | 243 46.53769°N 24.31453°E | sec. XIX                                                    | Încarcă foto \| video | Raportează eroare |
| MS-II-m-A-15621                        | Biserica reformată cu turnul-clopotniță             | sat Cându; comuna Bereni                        | 21 | 1828                                                        | Alte imagini          | Raportează eroare |
| MS-II-m-B-15623 (RAN: 119929.02)       | Biserica de lemn „Sf. Arhangheli”                   | sat Cerghizel; oraș Ungheni                     | 31 | 1726                                                        | Alte imagini          | Raportează eroare |
| MS-II-a-A-15624                        | Ansamblul bisericii reformate                       | sat Ceuașu de Câmpie; comuna Ceuașu de Câmpie   | 200 46.64288°N 24.51539°E | sec. XVI - XIX                                              |                       | Raportează eroare |
| MS-II-m-A-15624.01                     | Biserica reformată                                  | sat Ceuașu de Câmpie; comuna Ceuașu de Câmpie   | 200 | sec. XVIII - XIX                                            | Încarcă foto \| video | Raportează eroare |
| MS-II-m-A-15624.02                     | Turn-clopotniță                                     | sat Ceuașu de Câmpie; comuna Ceuașu de Câmpie   | 200 | 1570                                                        | Încarcă foto \| video | Raportează eroare |
| MS-II-m-A-15624.03                     | Zid de incintă                                      | sat Ceuașu de Câmpie; comuna Ceuașu de Câmpie   | 200 | 1570                                                        | Încarcă foto \| video | Raportează eroare |
| MS-II-a-A-15625 (RAN: 115664.03)       | Ansamblul castelului                                | sat Chendu; comuna Bălăușeri                    | 200 46.39494°N 24.70752°E | înc. sec. XIX                                               | Alte imagini          | Raportează eroare |
| MS-II-m-A-15625.01                     | Castel                                              | sat Chendu; comuna Bălăușeri                    | 200 | înc. sec. XIX                                               | Încarcă foto \| video | Raportează eroare |
| MS-II-m-A-15625.02                     | Zid incintă                                         | sat Chendu; comuna Bălăușeri                    | 200 | înc. sec. XIX                                               | Încarcă foto \| video | Raportează eroare |
| MS-II-m-B-15626 (RAN: 116055.03)       | Biserica de lemn „Sf. Arhangheli”                   | sat Chețani; comuna Chețani                     | 204 | sec. XVIII                                                  | Alte imagini          | Raportează eroare |
| MS-II-m-B-15627                        | Cetate                                              | sat Chiheru de Sus; comuna Chiheru de Jos       | | sec. XIV - XV                                               | Încarcă foto \| video | Raportează eroare |
| MS-II-m-A-15628 (RAN: 114480.03)       | Biserica reformată                                  | sat Chinari; comuna Sântana de Mureș            | Str. Principală 140 | sec. XIII - XVI, ref. 1911                                  | Alte imagini          | Raportează eroare |
| MS-II-m-A-15629 (RAN: 115094.01)       | Biserica de lemn „Sf. Arhangheli”                   | sat Chinciuș; comuna Adămuș                     | f. n. | sec. XVIII                                                  | Alte imagini          | Raportează eroare |
| MS-II-m-A-15630 (RAN: 117845.12)       | Biserica reformată                                  | sat Cipău; oraș Iernut                          | 194 | sec. XV - XVIII                                             | Alte imagini          | Raportează eroare |
| MS-II-a-A-15631                        | Ansamblul bisericii evanghelice fortificate         | sat Cloașterf; comuna Saschiz                   | 85 46.1464°N 24.9969°E | 1500 - 1525                                                 | Alte imagini          | Raportează eroare |
| MS-II-m-A-15631.01                     | Biserica evanghelică fortificată                    | sat Cloașterf; comuna Saschiz                   | 85 | 1521 - 1524                                                 |                       | Raportează eroare |
| MS-II-m-A-15631.02                     | Incinta fortificată                                 | sat Cloașterf; comuna Saschiz                   | 85 | 1500 - 1525                                                 |                       | Raportează eroare |
| MS-II-a-A-15632 (RAN: 117952.02)       | Ansamblul castelului Tholdalagi                     | sat Corunca; comuna Corunca                     | 376 46.52096°N 24.61335°E | 1830 Joseph Weixelbraun                                     |                       | Raportează eroare |
| MS-II-m-A-15632.01                     | Turnul castelului Tholdalagi                        | sat Corunca; comuna Corunca                     | 376 | 1830                                                        | Încarcă foto \| video | Raportează eroare |
| MS-II-m-A-15632.02                     | Cripta familiei Tholdalagi                          | sat Corunca; comuna Corunca                     | 376 | 1830                                                        | Încarcă foto \| video | Raportează eroare |
| MS-II-m-A-15633 (RAN: 114435.01)       | Biserica reformată                                  | sat Cotuș; comuna Sângeorgiu de Mureș           | 48 | 1791                                                        | Alte imagini          | Raportează eroare |
| MS-II-a-A-15634                        | Ansamblul bisericii „Sf. Arhangheli”                | sat Cozma; comuna Cozma                         | Str. Principală 38 | sec. XIV - XIX                                              | Alte imagini          | Raportează eroare |
| MS-II-m-A-15634.01                     | Biserica „Sf. Arhangheli”                           | sat Cozma; comuna Cozma                         | Str. Principală 38 | sec. XIV - XIX                                              | Alte imagini          | Raportează eroare |
| MS-II-m-A-15634.02                     | Cimitir                                             | sat Cozma; comuna Cozma                         | Str. Principală 38 | sec. XIV                                                    | Încarcă foto \| video | Raportează eroare |
| MS-II-a-A-15636                        | Ansamblul bisericii de lemn „Sf. Arhangheli”        | sat Crăciunești; comuna Crăciunești             | 45 46.48079°N 24.58127°E | sec. XIX                                                    | Alte imagini          | Raportează eroare |
| MS-II-m-A-15636.01                     | Biserica de lemn „Sf. Arhangheli”                   | sat Crăciunești; comuna Crăciunești             | 45 | sec. XIX                                                    | Încarcă foto \| video | Raportează eroare |
| MS-II-m-A-15636.02                     | Clopotniță                                          | sat Crăciunești; comuna Crăciunești             | 45 | sec. XIX                                                    | Încarcă foto \| video | Raportează eroare |
| MS-II-m-B-15635                        | Biserica de lemn „Sf. Nicolae” din Nicolești        | sat Nicolești; comuna Crăciunești               | 172 A 46.47243°N 24.55202°E | sec. XVIII                                                  | Alte imagini          | Raportează eroare |
| MS-II-m-A-15637 (RAN: 116297.05)       | Biserica reformată                                  | sat Crăciunești; comuna Crăciunești             | 547 | 1622                                                        | Alte imagini          | Raportează eroare |
| MS-II-m-B-20924.05                     | Pinten pod beton                                    | sat Criș; comuna Daneș                          | La 5 km de municipiul Sighisoara, langa vechiul pod de sosea | sf. sec. XIX                                                | Încarcă foto \| video | Raportează eroare |
| MS-II-m-B-20924.06                     | Pod beton                                           | sat Criș; comuna Daneș                          | La 5 km de municipiul Sighișoara (pe amplasamentul vechiului pod din lemn) | sf. sec. XIX                                                | Încarcă foto \| video | Raportează eroare |
| MS-II-m-B-20924.07                     | Haltă                                               | sat Criș; comuna Daneș                          | La 4 km de Sighișoara, pe traseul liniei înguste | sf. sec. XIX                                                | Încarcă foto \| video | Raportează eroare |
| MS-II-m-B-15638 (RAN: 116518.10)       | Casa Ioan Bethlen, apoi primărie                    | sat Criș; comuna Daneș                          | 176 46.14451°N 24.69036°E | sec. XVII-XIX                                               | Alte imagini          | Raportează eroare |
| MS-II-a-A-15639 (RAN: 116518.09)       | Ansamblul castelului Bethlen                        | sat Criș; comuna Daneș                          | 188-190 46.14324°N 24.69254°E | sec. XVI - XVIII                                            | Alte imagini          | Raportează eroare |
| MS-II-m-A-15639.01 (RAN: 116518.09.01) | Castelul Georgius Bethlen                           | sat Criș; comuna Daneș                          | 188-190 | sec. XVI - XVII                                             | Încarcă foto \| video | Raportează eroare |
| MS-II-m-A-15639.02 (RAN: 116518.09.02) | Castelul Alexius Bethlen                            | sat Criș; comuna Daneș                          | 188-190 | sec. XVI - XVII                                             | Încarcă foto \| video | Raportează eroare |
| MS-II-m-A-15639.03 (RAN: 116518.09.03) | Incintă fortificată                                 | sat Criș; comuna Daneș                          | 188-190 | sec. XVI - XVII                                             |                       | Raportează eroare |
| MS-II-m-A-15639.04 (RAN: 116518.09.04) | Parcul și criptele                                  | sat Criș; comuna Daneș                          | 188-190 | sec. XVIII                                                  | Încarcă foto \| video | Raportează eroare |
| MS-II-m-A-15641 (RAN: 116448.09)       | Biserica reformată, cu turnul-clopotniță            | sat Cuci; comuna Cuci                           | 113 | sec. XV - XIX,1835 (clopotnița)                             | Alte imagini          | Raportează eroare |
| MS-II-m-B-15640                        | Biserica de lemn „Sf. Arhangheli”, cu clopotnița    | sat Cuci; comuna Cuci                           | 228 46.46274°N 24.15915°E | sec. XVII, sec. XIX                                         | Alte imagini          | Raportează eroare |
| MS-II-a-B-15642                        | Ansamblul castelului Degentfeld                     | sat Cuci; comuna Cuci                           | 261 46.46713°N 24.15929°E | sec. XIX                                                    | Alte imagini          | Raportează eroare |
| MS-II-m-B-15642.01                     | Castelul Degentfeld                                 | sat Cuci; comuna Cuci                           | 261 | sec. XIX                                                    | Alte imagini          | Raportează eroare |
| MS-II-m-B-15642.02                     | Parc                                                | sat Cuci; comuna Cuci                           | 261 | sec. XIX                                                    |                       | Raportează eroare |
| MS-II-m-A-15643 (RAN: 118726.01)       | Biserica reformată, cu turnul                       | sat Cuieșd; comuna Pănet                        | 153 | înc. sec. XVII, 1800 (turn)                                 | Alte imagini          | Raportează eroare |
| MS-II-a-B-15645                        | Ansamblul bisericii de lemn „Sf. Arhangheli”        | sat Culpiu; comuna Ceuașu de Câmpie             | În cimitir | sec. XIX                                                    |                       | Raportează eroare |
| MS-II-m-B-15645.01                     | Biserica de lemn „Sf. Arhangheli”                   | sat Culpiu; comuna Ceuașu de Câmpie             | În cimitir | sec. XIX                                                    |                       | Raportează eroare |
| MS-II-m-B-15645.02                     | Clopotniță din lemn                                 | sat Culpiu; comuna Ceuașu de Câmpie             | În cimitir | sec. XIX                                                    |                       | Raportează eroare |
| MS-II-m-B-15644                        | Clopotnița de lemn a bisericii reformate            | sat Culpiu; comuna Ceuașu de Câmpie             | Str. Principală 74 | sec. XIX                                                    | Alte imagini          | Raportează eroare |
| MS-II-m-A-15646 (RAN: 115334.03)       | Biserica evanghelică                                | sat Cund; comuna Bahnea                         | Str. Principală 36 | biserica sec. XIV-XV, turn 1804                             | Alte imagini          | Raportează eroare |
| MS-III-m-B-16081                       | Bustul lui Vasile Moldovan                          | sat Chirileu; comuna Sânpaul                    | în centrul satului | sec. XX                                                     |                       | Raportează eroare |
| MS-IV-m-A-16099                        | Cripta Degentfeld                                   | sat Cuci; comuna Cuci                           | în cimitir | 1850 - 1900                                                 |                       | Raportează eroare |